# عقربا (سوریه)
عقربا (به عربی: عقربا) یک منطقهٔ مسکونی در سوریه است که در غباغب واقع شده‌است. عقربا ۴٬۴۱۳ نفر جمعیت دارد و ۷۴۷ متر بالاتر از سطح دریا واقع شده‌است.